# Hylaeus neavei
Hylaeus neavei är en biart som beskrevs av Cockerell 1942. Hylaeus neavei ingår i släktet citronbin, och familjen korttungebin. Inga underarter finns listade i Catalogue of Life.